# Dalbergia iquitosensis
Dalbergia iquitosensis är en ärtväxtart som beskrevs av Hermann August Theodor Harms. Dalbergia iquitosensis ingår i släktet Dalbergia, och familjen ärtväxter. Inga underarter finns listade i Catalogue of Life.